# Nonno Gelo
Nonno Gelo (in russo Дед Моро́з?, Ded Moroz, pronuncia: [ˈdʲet mɐˈros]) è il tradizionale portatore di doni nel folclore natalizio russo e, per influsso sovietico durante il periodo del comunismo, anche negli altri Paesi dell'est.

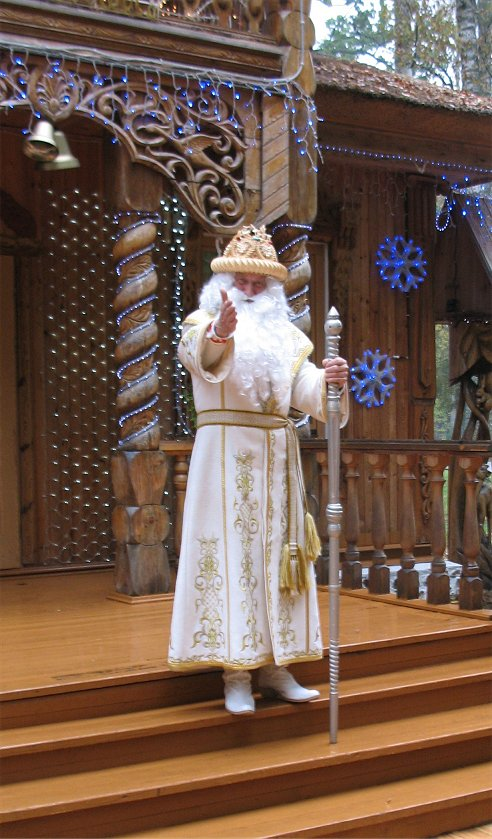
Nonno Gelo in Bielorussia

## Caratteristiche
Viene rappresentato come un vecchio dalla barba lunga, uno scettro, vestito da un lungo abito generalmente blu, bianco o rosso, ed è accompagnato dalla giovane e bella nipote Sneguročka (Снегурoчка) o Snegurka (Снегурка), la "Fanciulla di Neve", con cui distribuisce i doni a Capodanno. La sua residenza è stata posta a Velikij Ustjug; vive in una casa nel bosco ai lati del fiume Suchona a dodici chilometri dalla città.

## Origini
In origine, nel folclore russo, Ded Moroz altro non era che Morozko, l'inverno personificato in un uomo. Solo successivamente prese il nome di Nonno Gelo. La sua unione con Vesna (primavera) portò alla nascita di Sneguročka. Quest'ultima è stata in seguito convertita a nipote di Nonno Gelo. Il colore tradizionale dell'abito di Ded Moroz è blu o bianco. Nel periodo del grande confronto Stati Uniti d'America-URSS il suo abito ha cambiato colore diventando rosso a scopo propagandistico verso l'Unione Sovietica (il colore rosso era appunto il colore della bandiera dell'URSS).

## Curiosità
- Molti cartoni animati trasmessi in Russia vedono come protagonisti Ded Moroz e sua nipote Sneguročka. I principali antagonisti sono Bàbuška Jagà (meglio nota come Baba Jaga) e il demone (poco noto in Occidente) Koščej Bessmertnyj. Spesso le storie si evolvono con il rapimento di Sneguročka da parte di uno dei due antagonisti o di entrambi.

- Il personaggio di Sneguročka viene rappresentato con guance rosse, abito bianco e celeste[5]. Quando è chiamata, arriva avvolta in un vortice di neve. Ded Moroz e Sneguročka sono spesso rappresentati come figure fiabesche, che vivono tra le creature dei boschi innevati e di cui si prendono cura.

## Nomi di Nonno Gelo nel mondo
- Bielorussia: Дзед Мароз (Dzied Maroz)
- Polonia: Dziadek Mróz
- Rep. Ceca: Děda Mráz o Mrazík
- Estonia: Näärivana
- Bosnia ed Erzegovina: Djed Mraz
- Bulgaria: Дядо Коледа (Djado Koleda) o Дядо Мраз (Dyado Mraz)
- Croazia: Djed Božićnjak o Djed Mraz
- Georgia: თოვლის პაპა (Tovlis Papa)
- Macedonia: Дедо Мраз (Dedo Mraz)
- Russia: Дед Мороз (Ded Moroz)
- Sacha (Jacuzia): Чысхаан (Chyskhaan)
- Serbia: Деда Мраз (Deda Mraz)
- Slovenia: Dedek Mraz
- Armenia: Ձմեռ Պապ (Dzmer Pap)
- Kazakistan: Ayaz Ata
- Kirghizistan: Ayaz Ata
- Mongolia: Өвлийн өвгөн (Övliin Övgön)
- Romania: Moş Gerilă
- Tagikistan: Boboi Barfi
- Azerbaigian: Şaxta Baba

## Filmografia (parziale)
- Morozko (Морозко), regia di Aleksandr Arturovič Rou (1965)
- I maghi del nord (Ded Moroz), regia di Aleksandr Voytinskiy (2016)